# Utträdesarbete
Utträdesarbete är den energi som krävs för att frigöra en elektron från ett fast material, d.v.s att flytta den från Ferminivån till vakuum utanför materialet. Det definieras som
{\displaystyle W=-e\phi -E_{\rm {F}},}
där {\displaystyle e} är elementarladdningen, {\displaystyle \phi } elektriska potentialen i vakuum nära ytan och {\displaystyle E_{\rm {F}}} Ferminivån. Utträdesarbetet är en ytegenskap som bl.a. dyker upp i behandlingen av fotoelektriska effekten.